# Jariyismo
El jariyismo o cariyismo (en árabe: خارجي jāriŷī, plural خوارج jawāriŷ) es una de las tres ramas principales del islam, junto a la del chiismo y el sunnismo.
La palabra jariyí significa "el que se sale", en referencia a la deserción que protagonizaron en el año 657 cuando abandonaron el bando de Alí al aceptar este, en el campo de batalla de Siffín, un arbitraje entre él y su adversario, el omeya Muawiya.
A diferencia de los sunníes, que consideraban que el califa debía ser un árabe varón miembro de la tribu de Quraish, y de los chiíes, que consideraban que debía ser Alí, primo del Profeta Muhammad o un descendiente directo suyo, los jariyíes pensaban que la dignidad califal emana de la comunidad, que debe elegir libremente al más digno "aunque sea un esclavo negro".
Defienden también que sin rectitud en el obrar no existe verdadera fe. El musulmán que se aparta de la ley deja de ser musulmán, y si es califa debe ser destituido. Los jariyíes provocaron grandes rebeliones contra los califas omeyas, debilitándolos y facilitando su sustitución por los abasíes.
Fue un jariyí Harūrī, Abd al-Rahman ibn Mulyam, quien asesinó a Alí en el año 661.
Su rigor en lo que al cumplimiento de los preceptos del islam se refiere tiene como contrapunto una gran tolerancia hacia las otras religiones.

## Ramas
Los jariyíes fueron en su momento un grupo importante cualitativa y cuantitativamente. Después se dividieron en varias ramas. Hoy en día los jariyíes que quedan pertenecen a la secta de los ibadíes y viven en el sultanato de Omán, en Zanzíbar y en algunos islotes del Magreb.
Para el Jariyismo, todos los hombres son iguales, y condena los privilegios de la aristocracia quraish, acentuados durante el reinado de la dinastía omeya.
Están divididos en la cuestión de la fe y la actitud a adoptar hacia otros musulmanes; los Azraquitas eran radicales, hicieron uso de la violencia política y no permitieron el ocultamiento de su fe; los Najadatas eran partidarios de la toma del poder político por la fuerza; los Sufríes condenaron el asesinato político y admitieron el ocultamiento de su fe por precaución; los Ibadíes son pacifistas, muy religiosos, tolerantes y respetuosos con los otros musulmanes y con la gente del libro.
La tendencia más radical, la Azraquita o Azraquí, considera al resto de los musulmanes como infieles (mušrik, مشرك "idólatra, politeísta") y se desarrolló en Persia alrededor de 685 CE por Nafi' ibn al-Azraq (Nāfiʿ Ben Al-Azraq, نافع بن الازرق). Los jariyíes azraquitas utilizan prácticas específicas:
- El examen de prueba (imtiḥān, امتحان "revisión; evento") que consistía en exigir a cualquier jariyita neófito, como muestra de su sinceridad, el matar a un enemigo preso, basado en el hecho de que el Profeta le había pedido a ‘Ali que les cortara las cabezas a los prisioneros mequinenses.
- Asesinato religioso (istiʿrāḍ, استعراض, "demostración"), que autorizó no solo la matanza de varones, sino también de mujeres y niños prepúberes.

Consideraban el territorio ocupado por otros musulmanes como un territorio de infidelidad (dār al-kufr, دار الكفر, 'territorio de incredulidad'), donde era lícito atacar a las personas y bienes, pero es un territorio del que hay que salir en exilio, como Mahoma hizo al exiliarse de La Meca para escapar de los infieles.
Una tendencia menos brutal, la sufrí, hostil al Jariyismo, fue desarrollada por Ziyad ben al-Asfar (ziyād ben al-aṣfar, زياد بن الأصفر). Esta tendencia condena el asesinato político, admite la ocultación de la fe (taqiyya) por la prudencia y se opone a la masacre de los niños de los infieles. Consideran que la Sura XII (José) no es en realidad parte del Corán.
Una tercera tendencia, la ibadita, se ha extendido mucho más que las dos anteriores y aún existe en variantes regionales. Fundada por ‘Abd Allāh ben Ibâd, (ʿabd allāh ben ibāḍ, عبد الله بن إباض), tiene un carácter moral de intransigencia política y rigor doctrinal. Sin embargo los ibaditas son mucho más flexibles en las relaciones con otros musulmanes. Por ejemplo está prohibido atacar por sorpresa sin invitarlos a unirse. Más generalmente, es el uso de la violencia el que está prohibido, salvo para defenderse.
La rama fundada por Chabib ben Yazîd al-Harûrî (šabib ben yazīd al-ḥarūrī, شبيب بن يزيد الحروري) argumentó que era legítimo confiar el Imamato a una mujer, si ella era capaz de realizar las tareas relacionadas con este papel. Su esposa Ghazala al-Harûrîya (697-?) (ġazāla al-ḥarūrīa, غزالة الحرورية) ordenó a las tropas como Yuwayriya (ŷuwayrīya bint abī sufyān, جويرية بنت أبي سفيان), en la batalla de Yarmuk. Durante la batalla, huyó el famoso general omeya Hayay bin Yusef (660-714).
En algunas obras, los ibaditas se llaman 'Jariyitas blancos', mientras los Sufrís se llaman 'Jariyitas amarillos' y los Azraquitas 'Jariyitas azules'. 'Blanco', 'amarillo' y 'azul' son nombres que provienen probablemente de la aproximación entre el nombre del fundador de los Ibaditas, 'Abd Allah ben Ibad y el adjetivo blanco (ʾabyaḍ, ابيض), بيض), el nombre del fundador Sufrí, Ziyad bin al-Asfar y el adjetivo amarillo (ʾaṣfar, أصفر) y el nombre del fundador de los Azraquitas, Nâfi‘ ben al-Azraq, y el adjetivo azul (ʾazraq, أزرق).